# カガン
カガン（古テュルク語： qaγan、漢語：可汗、可寒、日本語読み：かかん）は、古代北方遊牧騎馬民族で用いられた君主号の一つ。後に訛ってカアン (qa'an / qaγan) →ハーン (хаан / khaan) となった。

## 意味
『魏書』列伝第九十一（蠕蠕伝）において、丘豆伐可汗の意味を「“丘豆伐”猶魏言駕馭開張也，“可汗”猶魏言皇帝也。」と説明していることから、可汗とは中国で言う皇帝の意味であることがわかる。また、『北史』列伝第八十七（突厥伝）に「土門遂自號伊利可汗，猶古之單于也；號其妻為可賀敦，亦猶古之閼氏也。」、『旧唐書』列伝第一百四十四上（突厥伝上）に「可汗者，猶古之單于，妻號可賀敦，猶古之閼氏也。」、『新唐書』列伝一百四十上（突厥上）に「至吐門，遂彊大，更號可汗，猶單于也，妻曰可敦。」とあるように、可汗とは匈奴で言う単于にあたるとしている。

## 読み
古代テュルク語／突厥文字で刻まれた突厥碑文や回鶻碑文・イェニセイ碑文などに「 Q.G.N」とあるため、漢籍に記される「可汗」は「カガン(qaġan/qaγan)」と発音することがわかる。また、7世紀の東ローマ帝国の歴史家テオフィラクト・シモカッタの記述でも、アヴァールの君主号を「Gagan」または「Khaghan」と記しているため、それがわかる。

## 起源
『通典』辺防典巻一百九十六（北狄三）に「於是自號丘豆伐可汗。可汗之號始於此。」とあることから、可汗号を採用したのは柔然の丘豆伐可汗（社崙）が最初であるように思われるが、『資治通鑑』巻七十七の「至可汗毛，始強大，統國三十六，大姓九十九。後五世至可汗推寅，南遷大澤。又七世至可汗鄰，使其兄弟七人及族人乙旃氏、車惃氏分統部眾為十族。」という記述、『宋書』列伝第五十六（吐谷渾伝）の「樓喜拜曰“處可寒”。虜言“處可寒”，宋言“爾官家”也。」という記述、『晋書』列伝第六十七（四夷伝）の「樹洛干…號為戊寅可汗，沙漒雜種莫不歸附。」という記述、『北史』列伝第八十四の「乃跪曰“可汗，此非復人事”」「伏連籌死，子夸呂立，始自號為可汗。」という記述、『晋書』載記二十五の「乞伏國仁，…推為統主，號之曰乞伏可汗託鐸莫何。」という記述などから、丘豆伐可汗より以前から可汗号を使用していた形跡がみられる。これに対して白鳥庫吉は、「後世の追書と断ずるの外はない」とし、『通典』の記述のみを支持した。しかし、内田吟風のように、可汗号が丘豆伐可汗以前からあったと支持する研究者もいる。また、太平真君4年（443年）に、北魏の太武帝が鮮卑拓跋部の故地（現在の内モンゴル自治区フルンボイル市オロチョン自治旗に位置する大興安嶺山脈山中の森林地帯）にある嘎仙洞に、祖先を祀る漢文の祝文を刻ませたものが1980年になって発見され、そこには「皇祖先可寒を配し皇妣先可敦を配す」と末尾部分に記されていたため、これを北魏が皇帝号採用以前に可寒、可敦の君主号を使用していた傍証と考える研究者もいる。

## カガン（可汗）号を使用した王朝・民族
- 鮮卑
  - 拓跋部
  - 乞伏部
  - 吐谷渾
- 柔然
- アヴァール
- 突厥
  - 東突厥
  - 西突厥
  - 突騎施
- ハザール
- 鉄勒
- 回鶻
  - 甘州ウイグル王国
  - 天山ウイグル王国
- イェニセイ・キルギズ
- 契丹
- ルーシ

## 歴代可汗列表

### 隋可汗国
1. 聖人可汗（楊堅）（604年）…隋の初代皇帝

### 唐可汗国
1. 天可汗（中国語版）（李世民）（626年 - 649年）…唐の第2代皇帝

### 柔然可汗国
1. 丘豆伐可汗（社崙）（402年 - 410年）
2. 藹苦蓋可汗（斛律）（410年 - 414年逐）…社崙の弟
3. 郁久閭歩鹿真（414年殺）…社崙・斛律の長兄の子
4. 牟汗紇升蓋可汗（大檀）（414年 - 429年）…社崙の叔父（僕渾）の子
5. 敕連可汗（呉提）（429年 - 444年）…大檀の子
6. 処可汗（吐賀真）（444年 - 450年）…呉提の子
7. 受羅部真可汗（予成）（450年 - 485年）…吐賀真の子
8. 伏古敦可汗（豆崙）（485年 - 492年殺）…予成の子
9. 候其伏代庫者可汗（那蓋）（492年 - 506年）…豆崙の叔父
10. 他汗可汗（伏図）（506年 - 508年殺）…那蓋の子
11. 豆羅伏跋豆伐可汗（醜奴）（508年 - 520年殺）…伏図の子
12. 敕連頭兵豆伐可汗（阿那瓌）（520年 - 552年自殺）…醜奴の弟
  - 弥偶可社句可汗（婆羅門）（521年 - 524年）…阿那瓌の従兄
13. 郁久閭鉄伐（552年 - 553年殺）…登注の次子
  - 郁久閭鄧叔子（552年 - 555年処刑）…阿那瓌の叔父
14. 郁久閭登注（553年殺）…阿那瓌の従弟
15. 郁久閭庫提（553年廃）…登注の子
16. 郁久閭菴羅辰（553年 - 554年）…阿那瓌の子

### 突厥可汗国
大可汗
1. 伊利可汗（イリグ・カガン、土門、ブミン・カガン）（552年 - 553年）…柔然から独立し突厥可汗国を開く。
2. 乙息記可汗（科羅、逸可汗） （553年）…伊利可汗の子（『隋書』では弟）
3. 木汗可汗（ムカン・カガン、俟斤、燕都）（553年 - 572年）…乙息記可汗の弟。柔然を滅ぼし、中央アジアのエフタルを攻略して最盛期を築く。
4. 他鉢可汗（タトパル・カガン）（572年 - 581年）…木汗可汗の弟
5. 阿史那菴羅（581年）…他鉢可汗の子
6. 沙鉢略可汗（イシュバラ・カガン、摂図）（581年 - 587年）…乙息記可汗の子
  - 阿波可汗（大邏便）（581年 - 587年）…木汗可汗の子
7. 葉護可汗（ヤブグ・カガン、処羅侯）（587年）…摂図の弟
8. 頡伽施多那都藍可汗（雍虞閭）（587年 - 599年）…摂図の子

西面可汗
1. 室點密可汗（室点蜜、瑟帝米、イステミ、シルジブロス、ディザブロス）（562年 - 576年）…大葉護の子、伊利可汗の弟
2. 達頭可汗（玷厥、歩迦可汗、タルドゥシュ・カガン）（576年 - 603年）…室点蜜の子

### 東突厥可汗国
突厥第一可汗国
1. 啓民可汗（染干）（587年 - 609年）…沙鉢略可汗の子、都藍可汗の弟
2. 始畢可汗（咄吉世）（609年 - 619年）…啓民可汗の長男、隋に攻め入り朝貢を停止する。
3. 処羅可汗（俟利弗設）（619年 - 620年）…啓民可汗の次男
4. 頡利可汗（イリグ・カガン、咄苾）（620年 - 630年）…啓民可汗の三男、唐に降伏し、東突厥は一時滅ぶ。
  - 突利可汗（テリス・カガン、什鉢苾）（620年 - 631年）…始畢可汗の子

羈縻政策下
- 乙弥泥孰俟利苾可汗（思摩）（639年 - 644年）…頡利可汗の族人
- 乙注車鼻可汗（斛勃）（？ - 650年）…突厥別部
- 阿史那泥孰匐（679年 - 680年）
- 阿史那伏念（680年 - 681年）…頡利可汗の従兄の子

突厥第二可汗国
1. 阿史那骨咄禄（クトゥルグ、イルティリシュ・カガン）（682年 - 690年頃）…頡利可汗の疏属、唐から独立して東突厥を再興させる。
2. 阿史那默啜（カプガン・カガン）（690年頃 - 716年殺）…骨咄禄の弟
3. 毘伽可汗（ビルゲ・カガン、默棘連）（716年 - 734年殺）…骨咄禄の子
4. 伊然可汗（イネル・カガン）（734年）…毘伽可汗の子
5. 登利可汗（テングリ・カガン）（734年 - 741年殺）…伊然可汗の弟
6. 骨咄葉護（クトゥ・ヤブグ）（741年 - 742年殺）
  - 頡跌伊施可汗（イルティリシュ・カガン）（742年 - 744年殺）…抜悉蜜部の長
7. 烏蘇米施可汗（オズミシュ・カガン）（742年頃 - 744年殺）…判闕特勤の子
8. 白眉可汗（鶻隴匐）（744年 - 745年殺）…烏蘇米施可汗の弟

（745年、ウイグルによって東突厥滅ぶ）

### 西突厥可汗国
1. 阿波可汗（大邏便、アパ・カガン）（581年 - 587年）…木汗可汗の子
2. 泥利可汗（ニリ・カガン）（587年）…鞅素特勤の子、木汗可汗の孫
3. 泥撅処羅可汗（達漫、曷薩那可汗）（587年 - 611年）…泥利可汗の子
4. 射匱可汗 （612年頃 - 619年）…達頭可汗の孫、泥撅処羅可汗の叔父
5. 統葉護可汗 （トン・ヤブグ・カガン）（619年 - 628年）…射匱可汗の弟
6. 莫賀咄侯屈利俟毗可汗 （628年 - 630年）…統葉護可汗の伯父
7. 肆葉護可汗（咥力特勤）（628年 - 632年）…統葉護可汗の子
8. 咄陸可汗（泥孰莫賀設、大渡可汗、奚利邲、テュルク・カガン）（632年 - 634年）…族人により擁立される
9. 沙鉢羅咥利失可汗（同娥設、イシュバラ・テリシュ・カガン）（634年 - 639年）…咄陸可汗の弟
  - 乙毗咄陸可汗（欲谷設、イルビ・テュルク・カガン）（638年 - 653年）
10. 乙屈利失乙毗可汗（莫賀咄乙毗可汗）（639年 - 640年）…沙鉢羅咥利失可汗の子
11. 乙毗沙鉢羅葉護可汗（薄布特勤、畢賀咄葉護、イルビ・イシュバラ・ヤブグ・カガン）（640年 - 641年）…咥利失可汗の弟（伽那設）の子
12. 乙毗射匱可汗（641年 - 651年）…莫賀咄乙毗可汗の子
13. 沙鉢羅可汗（阿史那賀魯、イシュバラ・カガン）（651年 - 657年）…曳歩利設射匱特勤の子

羈縻政策下
弥射家　
1. 興昔亡可汗（阿史那弥射）（657年 - 662年）…室點密可汗の五代の孫
2. 興昔亡可汗（阿史那元慶）（685年 - 692年・693年）…弥射の子、左豹韜
3. 阿史那献（657年 - 662年）…元慶の子

歩真家　
1. 継往絶可汗（阿史那歩真）（657年 - 666年・667年）…弥射の族兄
2. 継往絶可汗（阿史那斛瑟羅、唐に従属後は竭忠事主可汗）（686年 - 690年）…歩真の子
3. 十姓可汗（阿史那懐道）（704年 - ?）…斛瑟羅の子
4. 十姓可汗（阿史那昕）（740年 - 742年）…懐道の子（阿史那氏断絶）

突騎施の可汗
1. 娑葛（金河郡王、十四姓可汗、帰化可汗）（706年 - 709年、可汗位：708年 - 709年）…烏質勒の子
2. 蘇禄（忠順可汗）（709年 - 738年、可汗位：716年 - 738年）…娑葛の配下
  - 吐火仙可汗（骨啜）（可汗位：738年 - 739年）…蘇禄の子
  - 爾微特勤（可汗位：738年 - 739年）…黒姓可汗
3. 莫賀達干（738年 - 744年、可汗位：740年 - 744年）
4. 伊里底蜜施骨咄禄毗伽（十姓可汗）（突騎施可汗：742年 - ?、十姓可汗：744年 - ?）…黒姓出身
5. 移撥（十姓可汗）（可汗位：749年 - ?）
6. 登里伊羅蜜施（可汗位：753年 - ?）…黒姓可汗
7. 阿多裴羅（可汗位：? - ?）…黒姓可汗

### ハザール・カガン国
- ブラン・カガン
- ヨシフ・カガン

### 鉄勒
1. 易勿真莫何可汗（契弊歌楞、契苾哥楞）（605年 – 612年頃）…契弊部の俟利発・俟斤
  - 小可汗乙失鉢（也咥）（605年 – 612年頃）…薛延陀部内の俟斤の子
2. 真珠毗伽可汗（夷男）（628年 – 645年）…乙失鉢の孫
3. 突利失可汗（645年殺）…夷男の子
4. 頡利倶利沙多弥可汗（抜灼）（645年殺）…夷男の末子
5. 伊特勿失可汗（咄摩支）（646年）…夷男の兄の子

### 回鶻可汗国
1. 懐仁可汗（骨力裴羅）（744年 - 747年）
2. 英武威遠可汗（葛勒可汗）（747年 - 759年）
3. 英義建功可汗（牟羽可汗）（759年 - 779年）
4. 武義成功可汗（長寿天親可汗）（779年 - 789年）
5. 忠貞可汗（789年 - 790年）
6. 奉誠可汗（790年 - 795年）
7. 懐信可汗（795年 - 805年）
8. 滕里野合倶録毘伽可汗（805年 - 808年）
9. 保義可汗（808年 - 821年）
10. 崇徳可汗（821年 - 824年）
11. 昭礼可汗（824年 - 832年）
12. 彰信可汗（832年 - 839年）
13. 㕎馺可汗（839年 - 840年）
14. 烏介可汗（841年 - 846年）
15. 遏捻可汗（846年 - 848年）

### 甘州ウイグル王国
権知可汗、甘沙二州回鶻可汗、可汗王
1. 英義可汗（仁美）（? - 924年）
2. 烏母主可汗（狄銀、テギン）（924年 - 926年）…仁美の弟
3. 阿咄欲（926年 - 939年）
4. 順化可汗（仁裕、奉化可汗）（926年 - 959年）…仁美の弟
5. 景瓊（959年 - ?）…仁裕の子
6. 夜落隔密礼遏（? - ?）
7. 禄勝（? - ?）
8. 夜落隔（名は不明、忠順保徳可汗王）（? - 1016年）
9. 夜落隔帰化（1016年 - ?）
10. 夜落隔通順（帰忠保順可汗王）（? - ?）

### 天山ウイグル王国
1. ウルグ・テングリデ・クトゥ・ボルミシュ・アルプ・キュリュグ・ビルゲ・懐建・カガン（懐建可汗）（? - 856年 - ?）
2. トルテュンチュ・イル・ビルゲ・テングリ・イリグ（? - 954年 - ?）
3. トルテュンチュ・アルスラン・ビルゲ・テングリ・イリグ・シュンギュリュグ・カガン（? - 983年 - ?）
4. ボギュ・ビルゲ・テングリ・イリグ（996年 - ?）
5. キュン・アイ・テングリテグ・キュセンチグ・コルトゥレ・ヤルク・テングリ・ボギュ・テングリ・ケニミズ（1007年 - ?）
6. キュン・アイ・テングリデ・クトゥ・ボルミシュ・ウルグ・クトゥ・オルナンミシュ・アルピン・エルデミン・イル・トゥトゥミシュ・アルプ・アルスラン・クトゥルグ・キョル・ビルゲ・テングリ・ハン（? - 1019年 - ?）
7. キュン・アイ・テングリレルテ・クトゥ・ボルミシュ・ブヤン・オルナンミシュ・アルピン・エルデミン・イル・トゥトゥミシュ・ウチュンチ・アルスラン・ビルゲ・ハン（? - ?）
8. テングリ・ボギュ・イル・ビルゲ・アルスラン・テングリ・ウイグル・テルケニミズ（? - 1067年 - ?）

### 黠戛斯可汗国
- 宗英雄武誠明可汗（英武誠明可汗）

### 契丹
- 李尽忠（? - ?）…窟哥の子孫。唐の右武衛大将軍・松漠都督。無上可汗を自称。
- 屈烈（730年 - 734年）→李過折（735年）…洼可汗。契丹衙官。北平郡王・特進・検校・松漠都督となる。
- 李懐秀（736年 - 745年）…阻午可汗。契丹大酋。松漠都督・崇順王となる。
- 楷落（746年 - 788年頃）…胡剌可汗。
- 屈戍（? -842年- ?）…耶瀾可汗。雲麾将軍・守右武衛将軍員外置同正員となる。
- 習爾（? -860年-873年- ?）…巴剌可汗。契丹王。
- 欽徳→沁丹（882年頃 - 906年）…痕徳菫可汗。習爾の族人。
- 耶律阿保機

## 参考資料
- 『宋書』
- 『晋書』
- 『魏書』
- 『北史』
- 『旧唐書』
- 『新唐書』
- 『通典』
- 『資治通鑑』
- 白鳥庫吉「可汗及可敦称号考」『白鳥庫吉全集 第五巻 塞外民族史研究下』（岩波書店、1970年）
- 内田吟風『北アジア史研究 鮮卑柔然突厥篇』（同朋舎出版、1975年、ISBN 4810406261）